# Гільде Герг
Матільде (Гільде) Герг (нім. Mathilde (Hilde) Gerg) — німецька гірськолижниця, олімпійська чемпіонка та медалістка, чемпіонка світу та призерка чемпіонатів світу.
Золоту олімпійську медаль та звання олімпійської чемпіонки Герг виборола на Олімпіаді в Нагано. На цій же Олімпіаді вона була третьою в комбінації.
Золоту медаль чемпіонки світу Герг отримала за звитягу німецької команди на чемпіонаті світу 2005 року в Борміо. Серед звершень Герг 4 кубки світу в окремих дисциплінах — два в супергіганті та два в гірськолижній комбінації. Загалом Герг здобула 20 перемог на етапах кубка світу. 

## Зовнішні посилання
- Досьє на сайті Міжнародної федерації лижних видів спорту [Архівовано 11 жовтня 2015 у Wayback Machine.]

## Виноски
1. ↑  Енциклопедія Брокгауз
2. ↑  Nagano 1998 Official Report - Volume 3 (PDF). Nagano Olympics Organizing Committee. LA84 Foundation. 1998. Архів оригіналу (PDF) за 26 лютого 2008. Процитовано 30 вересня 2013. {{cite web}}: Cite має пустий невідомий параметр: |df= (довідка)